# Jan Jaksa Kwiatkowski
Jan Jaksa Kwiatkowski herbu Gryf (zm. ok. 1735 roku) – kasztelan inowłodzki w latach 1717–1734, miecznik halicki w latach 1702–1717.
Był członkiem konfederacji generalnej zawiązanej 27 kwietnia 1733 roku na sejmie konwokacyjnym.